# Golden Arrows
 Die Golden Arrows, auch Abafana Bes'thende (die Hackentrick-Jungs) genannt, sind ein Fußballverein aus Durban in Südafrika. Der 1943 gegründete Verein spielt in der Premier Soccer League. Die Stadien der Golden Arrows sind das King Zwelithini Stadium in Umlazi sowie früher auch das 55.000 Zuschauer fassende Kings-Park-Stadion in Durban, jedoch auch das Chatsworth Stadium.

## Bekannte Trainer
- Ernst Middendorp (2011)

## Erfolge
- 1999/2000 – National First Division Coastal Stream Champions